# Themeda caudata
Themeda caudata är en gräsart som först beskrevs av Christian Gottfried Daniel Nees von Esenbeck, William Jackson Hooker och George Arnott Walker Arnott, och fick sitt nu gällande namn av Aimée Antoinette Camus. Themeda caudata ingår i släktet Themeda och familjen gräs. Inga underarter finns listade i Catalogue of Life.